# 帕里孟加拉
帕里孟加拉（Parri-Bangla）是一個村莊，位於巴基斯坦吉爾吉特-巴爾蒂斯坦的吉爾吉特市。在古代這村被稱作「帕里」（小仙子之意思）。喀喇崑崙公路穿越帕里孟加拉，並在南邊連接到贾格劳特、奇拉斯、曼塞拉、阿伯塔巴德和伊斯蘭堡。在北邊連接到米娜瓦尔、萨克瓦尔、吉爾吉特市、罕薩和紅其拉甫，最終到中國。帕里孟加拉充滿了山區地形。

## 外部連結
- 帕里孟加拉衛星圖像 （页面存档备份，存于）
- 帕里孟加拉 （页面存档备份，存于）
- 帕里孟加拉介紹 （英文）